# Qualificazioni al campionato mondiale di football americano Under-19 2016
Risultati delle qualificazioni ai Mondiali di football americano Under-19 Cina 2016.

## Europa
32 membri IFAF:
- 8 partecipanti
- si qualificano 2 squadre.

Vanno alla fase finale le prime tre classificate all'Europeo Under-19 2015:
- Austria
- Germania

La Germania si è ritirata prima dell'inizio del torneo ma non è stata sostituita.

## Asia
5 membri IFAF:
- 4 partecipanti
- si qualificano 2 squadre.

Vanno alla fase finale:
- Giappone (per invito)
- Cina (nazione organizzatrice)

## America
16 membri IFAF:
- 5 partecipanti (di queste gli Stati Uniti sono qualificati direttamente quali campioni in carica)
- si qualificano 3 squadre.

Il Canada è qualificato per invito.

Vanno alla fase finale:
- Stati Uniti
- Canada
- Messico

## Oceania
3 membri IFAF:
- 2 partecipanti
- si qualifica 1 squadra.

Va alla fase finale:
- Australia